# Clinostigma ponapense
Clinostigma ponapense är en enhjärtbladig växtart som först beskrevs av Odoardo Beccari, och fick sitt nu gällande namn av Harold Emery Moore och Francis Raymond Fosberg. Clinostigma ponapense ingår i släktet Clinostigma och familjen Arecaceae. Inga underarter finns listade i Catalogue of Life.